# Irene Zoe Alameda
Irene Zoe Alameda és una escriptora espanyola. És doctora en literatura comparada per la Universitat de Colúmbia (Nova York). Ha traduït a l'espanyol la poesia de Damon Ferguson i és autora del llibre d'assaig Escribir en la posguerra: La novela neopicaresca en la literatura europea (1942-1963), de la novel·la Sueños itinerantes (2004) i també ha col·laborat en el llibre col·lectiu de contes La vida por delante (2005). Així mateix, ha fet diversos curtmetratges que han estat premiats en diferents festivals internacionals.
Actualment viu a Espanya, on treballa com a professora de filosofia i teoria de la literatura a la Universitat Carles III i a la Universitat Europea de Madrid. També col·labora amb les més prestigioses revistes d'art i de literatura.